# 葉承光
葉承光，湖口人，明朝政治人物、同進士出身。
崇禎十三年，登進士。崇禎十六年（1640年）庚辰科，接替宋東璧，擔任南直隶常州府宜興縣知縣，后由長洲調來。由熊興麟接任知縣。